# Fabrizio Verospi
Fabrizio Verospi (ur. w 1571 w Rzymie, zm. 27 stycznia 1639 tamże) – włoski kardynał.

## Życiorys
Urodził się w 1571 roku w Rzymie, jako syn Girolama Verospiego i Penelope Gabrielli. Studiował na Uniwersytecie Bolońskim, gdzie uzyskał doktorat utroque iure. Został referendarzem Najwyższego Trybunału Sygnatury Apostolskiej, klerykiem Kamery Apostolskiej i audytorem Roty Rzymskiej. Wiosną 1619 roku został mianowany nadzwyczajnym przedstawicielem apostolskim w Wiedniu, gdzie miał dokonać zatrzymania kardynała Melchiora Klesla, którego osadził w Tyrolu. Trzy lata później był reprezentantem Państwa Kościelnego na ślubie cesarza Ferdynanda II i Eleonory Gonzagi. Następnie przewiózł Klesla do Rzymu i uwięził w Zamku Świętego Anioła. 30 sierpnia 1627 roku został kreowany kardynałem prezbiterem i otrzymał kościół tytularny San Lorenzo in Panisperna. W tym samym roku został prefektem Kongregacji Soborowej. Zmarł 27 stycznia 1639 roku w Rzymie.